# Bataille d'Old Fort Wayne
Guerre de Sécession
Batailles
- Moore's Mill
- Kirksville
- 1re Independence
- Compton's Ferry
- Lone Jack
- 1re Newtonia
- Old Fort Wayne
- Island Mound
- Clark's Mill

La bataille d'Old Fort Wayne (aussi connu comme Maysville, Beattie's Prairie, ou Beaty's Prairie) est une bataille de la guerre de Sécession, qui s'est déroulée le 22 octobre 1862, dans le comté de Delaware dans ce qui est maintenant l'est de l'Oklahoma, une partie du théâtre du trans-Mississippi.
Le major général confédéré, Thomas C. Hindman, commandant le département du trans-Mississippi, a ordonné à ses troupes d'implanter des bushwhackers dans le sud-ouest du Missouri et du nord-ouest de l'Arkansas. À l'époque, le colonel Douglas H. Cooper et sa brigade indienne sont postés près de Newtonia, Missouri, se préparant à partir pour Springfield, dans le Missouri. Hindman ordonne à Cooper de tenir Newtonia jusqu'à ce qu'il puisse déplacer d'autres troupes pour encercler Springfield. Il y a plusieurs accrochages entre les forces confédérés et celles de l'Union entre le 30 septembre et le 3 octobre. Le 4 octobre, les troupes de Blunt encerclent Newtonia sur trois côtés. Cooper et ses forces armées indiennes battent en retraite rapidement jusqu'au territoire indien.
Le brigadier général James G. Blunt et ses troupes Cherokee, de l'Indiana, et du Kansas de la première division de l'armée de la frontière attaquent le colonel Douglas H. Cooper et son commandement confédéré à Beatties Prairie près d'Old Fort Wayne à 7 heures du matin le 22 octobre 1862. Les confédérés mettent en place une vive résistance pendant une demi-heure, mais les forces écrasantes les forcent à quitter le champ à la hâte, laissant l'artillerie et d'autres équipements derrière. Cela est un échec dans l'offensive confédérée de 1862 qui s'étend de Tidewater dans l'Est jusqu'aux plaines du territoire indien de l'Ouest.

## Forces en présence

### Union
1st division de l'armée de la frontière – Brigadier-général James G. Blunt.
- 1st brigade (détachement)
  - 11th Kansas Infanterie
  - 2nd Indian Home Guard
- 2nd brigade - Colonel William Weer
  - 6th Kansas Cavalry
  - 3ème Indien à la Maison de la Garde
  - 10th Kansas Infantry
  - 1st Kansas Battery
- 3rd brigade - Colonel William F. Cloud
  - 2nd Kansas Cavalry
  - 2nd Indiana Light Artillery
  - 1st Indian Home Guard

### Confédéré
1st brigade, 1st division, I corps de l'armée du Mississippi - Colonel Douglas Cooper
- - 1st Choctaw/Chickasaw Regiment - Colonel S. N. Folsom
  - 2nd Cherokee Mounted Rifukvvles - Colonel Stand Watie
  - 3rd Cherokee Regiment - Colonel Phillips
  - Bataillon de Buster
  - Bataillon Creek - Lieutenant-colonel Chilly McIntosh
  - Batterie du Texas de Howell

## Bataille

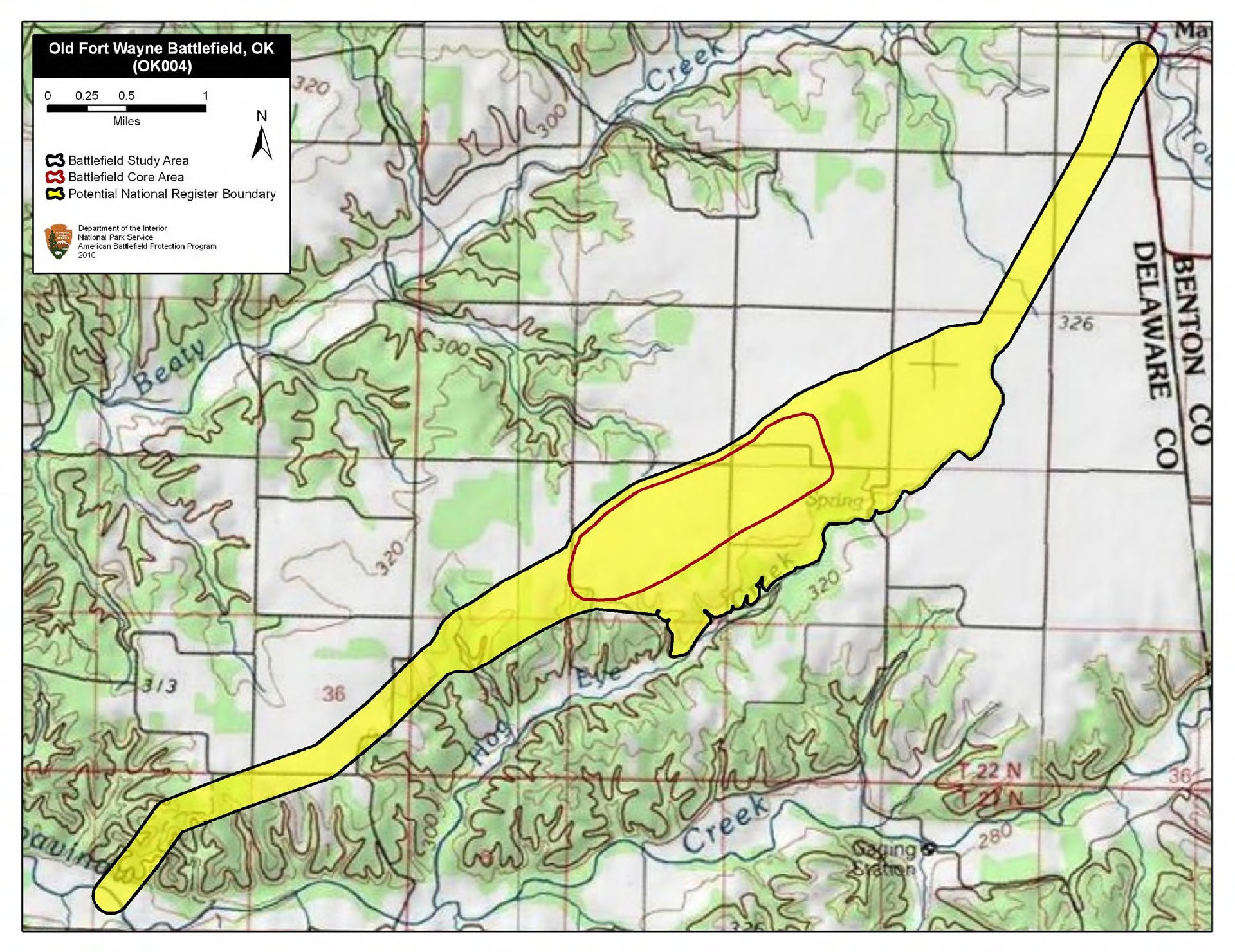
Carte du cœur du champ de bataille d'Old Fort Wayne et des zones d'étude par le programme de protection des champs de bataille américains.

À la mi-juillet 1862, l'armée confédérée commence à se concentrer ses forces à Fayetteville en Arkansas, pour un raid planifié dans le Missouri. Parallèlement, Douglas Cooper lance un raid sur le Kansas avec sa force de Choctaws, de Chickasaws, et de Lower Creeks. Après des semaines de recrutement afin de renforcer leurs effectifs, Cooper mène ses hommes à travers le territoire Indien jusqu'à Old Fort Wayne, une garnison militaire fédérale abandonnée avant-guerre sur le bord sud de la Beatties Prairie étendue. Il place des piquets à 6,4 kilomètres (4 miles) vers le nord à Maysville, un petit village situé directement au bord de l'Arkansas - limite de la frontière du territoire Indien (37 kilomètres (23 miles) à l'ouest de Bentonville). Il est à distance de soutien de la petite force de 4 000 hommes de John S. Marmaduke, principalement composée de Texans, qui est placée à la Cross Hollows (près de Lowell).
Les troupes fédérales les plus proches sont celles de l'armée de la frontière de John Schofield, qui campent à Pea Ridge. Word a reçu le signalement de Cooper, accompagné par deux régiment d'Amérindiens cherokees de Stand Watie et des éclaireurs sont à Maysville, soit une force totale d'environ 7 000 hommes. La première division de James Blunt est relativement peu nombreuse (3 500 hommes), mais est mieux formée et mieux équipée que beaucoup d'unités confédérées récemment levées. À 19 heures, le 20 octobre, Blunt quitte le camp avec les deuxième et troisième brigades. Son commandement se compose du 2nd Kansas Cavalry en tête, suivi des 6th Kansas Cavalry, 10 Kansas Infantry et 11 Kansas Infantry, le 1st et le 3rd Cherokee Regiments, le 1st Kansas Battery, 2nd Indiana Battery, et de quatre obusiers de montagne. Après une nuit de marche vers le sud, il arrive à Bentonville, peu de temps après le lever du soleil et fait une pause jusqu'à 17 heures pour attendre l'arrivée de ses chariots de ravitaillement encombrants. Il est impatient de surprendre les confédérés, qui ne sont pas au courant de son avancée. Après une marche forcée de 40 kilomètres à l'ouest tard le 21 octobre, il arrête sa colonne à 2 heures, et permet à la plupart de ses hommes de se reposer.
Cependant, il pousse en avant le 2nd Kansas Cavalry, qui frappe les confédérés à 5 heures du matin à Maysville, pendant que le reste de la division est en train de dormir, à plus de 10 kilomètres en arrière. Après avoir repoussé les piquets à Maysville, la cavalerie de l'Union de cavalerie les poursuivent sur 2 kilomètres dans le territoire Indien, où elle rencontre la ligne de combat principale confédérée de Cooper, alignée le long de la route de courant d'est en ouest, face au nord, avec un bois dense à leur dos. Malgré les premiers rapports qu'il a d'un nombre de 7 000 hommes, Cooper a, en réalité, environ 1 500 hommes à sa disposition, avec la batterie du Texas de Howell de quatre canons d'artillerie au centre de la ligne d'un kilomètre deux cents. Blunt positionne les obusiers en place pour un duel avec l'artillerie confédérée, puis déploie le 2nd Kansas, qui repousse bientôt les tirailleurs confédérés de la crête sur la façade de leur ligne de bataille principale. Lorsque le reste de la division de Blunt arrive, il attaque, en concentrant ses hommes sur le centre de la ligne de bataille confédérée étendue. Ses obusiers réduisent au silence la batterie ennemie, et les kansans et cherokees ouvrent un grand trou dans le centre de Cooper. En une demi-heure, la plupart de la force mal entraînée de Cooper est en pleine retraite (moins leur artillerie), avec Blunt à sa poursuite sur près de 10 kilomètres  avant de s'arrêter. Blunt perdu 14 hommes ; Cooper environ 150, y compris 50 morts qui sont enterrés sur le champ de bataille.
Les confédérés reculent de près de 110 kilomètres à fort Gibson. L'armée de l'Union, une fois encore, a en sa possession le territoire Indien au nord de la rivière Arkansas. Pour sa victoire décisive, Blunt est nommé major-général des volontaires.
L'État de l'Arkansas a érigé un monument commémoratif dans le comté de Benton, à l'angle nord-ouest des routes 43 et 72 de l'État à Maysville.